# رود نیاگارا
رود نیاگارا (به انگلیسی: Niagara River)، رودی است که رو به شمال از دریاچه ایری به دریاچه انتاریو جریان داشته و بخشی از مرز استان انتاریو کانادا در غرب و ایالت نیویورک آمریکا در شرق را تشکیل می‌دهد.

## آبشار نیاگارا
چندین آبشار در مسیر این رودخانه واقع شده‌اند که مهم‌ترین آنها، آبشار نیاگارا است. آبشار نعل اسب و آبشار آمریکایی از دیگر آبشارهای این رودخانه هستند.